# 罗伯特·赫弗南
罗伯特·赫弗南（英語：Robert Heffernan，1978年2月28日—），爱尔兰男子田径运动员。他曾代表爱尔兰参加2000年、2004年、2008年、2012年和2016年夏季奥林匹克运动会田径比赛，其中2012年奥运会获得一枚铜牌。